# نمرة سه كوبال (غيزانية)
نمرة سه كوبال (بالفارسية: نمره سهکوپال) هي منطقة سكنية وتقع في إيران في قسم غيزانية الريفي. يقدر عدد سكانها بـ 319 نسمة .